# Albert Nufer
Pour les articles homonymes, voir Nufer.
 (décembre 2015).
Si vous disposez d'ouvrages ou d'articles de référence ou si vous connaissez des sites web de qualité traitant du thème abordé ici, merci de compléter l'article en donnant les références utiles à sa vérifiabilité et en les liant à la section « Notes et références ».
Albert Nufer, né le 31 août 1942, est une personnalité politique suisse, membre des Vert'libéraux.

## Biographie
Nufer grandit à Schönengrund, aide ses parents dans leur restaurant et suit une formation dans la vente de vêtements. Il fait de nombreux voyages en Europe et sur les autres continents. Pendant un an, il réside en Israël puis vit dans une communauté hippie à Montréal. Il gagne sa vie en faisant des petits métiers[Quoi ?]. De retour à Zurich, il proteste contre l'interdiction de la consommation de haschisch. Apprenant son arrestation, ses parents le déshéritent[réf. nécessaire] ; ils se réconcilieront plus tard[Quand ?].
Il fait des travaux agricoles ou nettoie des pare-brise dans les rues puis trouve un travail à temps partiel à Saint-Gall. Il vit sans emploi et domicile permanents. De son propre aveu[réf. nécessaire], il a choisi par conviction ce mode de vie. Son appartement est une chambre mansardée non isolée dans Burgstrasse[Quoi ?]. Grâce à un ami[Qui ?], il fait un voyage humanitaire en Malaisie. À son retour, il travaille dans une ferme à Teufen. 
Dans les années 1980, il s'inscrit chez les Verts et en vertu du principe de rotation entre les membres d’une même liste, il accède au parlement communal de Saint-Gall en mars 1987, attirant l’attention sur lui par le fait qu’il vit pieds nus en été et ne porte que des sabots de bois en hiver.  En 2006, il adhère en 2006 aux Vert'libéraux. Il exerce les mandats politiques de parlementaire[réf. nécessaire] de 1987 à 2007 et de conseiller cantonal[réf. nécessaire] de 1988 à 1989 puis de 2004 à 2009. Il fait également partie de l'OLMA[réf. nécessaire].
En 2003, il soutient la construction du nouveau stade[Quoi ?] malgré l'opposition du parti. 
Fin 2009, il met fin à ses activités d'élu.

## Source de la traduction
- (de) Cet article est partiellement ou en totalité issu de l’article de Wikipédia en allemand intitulé « Albert Nufer » (voir la liste des auteurs).